# Gory Guerrero
Salvador Guerrero Quesada (Ray, 11 de Janeiro de 1921 - El Paso, 18 de Abril de 1990) foi um dos primeiros lutadores de wrestling profissional hispânicos.
Também foi conhecido na Lucha libre, onde obteve sucesso fora do México. Foi melhor conhecido pelo seu ring name Gory Guerrero.
É pai de Chavo Guerrero Sr. (falecido em 2017), Mando Guerrero, Hector e Eddie Guerrero (falecido em 2005). Era avô de Chavo Guerrero, Jr.. Suas filhas e sua mulher não seguiram o wrestling profissional.
Nos ringues, foi o inventor de dois golpes, Gory special e Camel Clutch. Faz parte do Wrestling Observer Newsletter Hall of Fame, na classe de 1996.

## Morte
Gory faleceu no dia 18 de abril de 1990 em sua casa , vítima de um infarto fulminante. Foi enterrado no Mount Carmel Cemetery. Ele deixou seus filhos : Eddie , Chavo Sr , Mando e Hector Guerrero. Eddie faleceu em 2005 (15 anos após do falecimento do pai).

## Ligações Externas
- Perfil no Online World of Wrestling